# User Group
User Group (група користувачів) — це неформальне об'єднання фахівців з загальним технологічним інтересам, що реалізовується у вигляді безкоштовних періодичних тематичних зустрічей для обміну досвідом. Зустрічі зазвичай проходять у вигляді технічних доповідей, сесії питань і відповідей і обміну досвідом. 
Спільноти є абсолютно відкритими і будь-хто може стати учасником, зареєструвавшись на сайті або прийшовши на зустріч. Доповідачами є учасники спільноти, індустріальні експерти, представники ІТ-компаній.  Юзер групи — це місце зустрічей та спілкування технічних фахівців, технологічно та організаційно активних людей. Тематичні зустрічі дозволяють збиратися фахівцям зацікавленим і професійно орієнтованими на відповідні технічні напрямки. Юзер групи дають багато користі, в якому б вигляді Ви в них не брали участь.
Групи користувачів можуть бути організовані навколо конкретної марки обладнання (IBM, Macintosh), деяких програм та операційних систем (Linux, Microsoft Windows, Clipper) чи цілого ряду взаємозалежних технологій (технології Google). Рідше вони можуть бути присвячені застарілим системам або комп'ютерам, таким як ZX Spectrum, Apple II, PDP-11.

## Історія
Групи користувачів з'явилися в перші дні мейнфреймів, як спосіб обміну знаннями (іноді отриманими з великими труднощами) та корисним програмним забезпеченням, як правило, написаним кінцевими користувачами, незалежно від постачальників ПЗ. Першою виникла SHARE, група корпоративних користувачів мейнфреймів IBM у галузі аерокосмічної промисловості.

## Українськи групи користувачів
AWS User Group Ukraine – група українських користувачів AWS.
NodeUA – група розробників на мові програмування JavaScript. Засновник – Тимур Шемседінов.
Ukrainian .NET Developer Community – група українських .NET-розробників. Засновники – Андрій Губський, Тарас Середоха.
Ukrainian Golang User Groups – група українських розробників на мові програмування Go. Засновник – Василь Наквасюк.